# Cronologia della campagna del Nordafrica
Di seguito, in ordine cronologico, gli eventi della campagna del Nord Africa, combattuta da Italia e Germania (a partire dal 1941) da una parte e la Gran Bretagna, con l'importante contribuito di contingenti Indiani, Australiani, Neozelandesi e Sudafricani, e gli Stati Uniti (a partire dal 1943) dall'altra, tra il 1940 e il 1943, tra Libia, Egitto e Tunisia.

## 1940
- 11 giugno:
  - l'Italia dichiara guerra a Gran Bretagna e Francia (10 giugno)
  - la RAF bombarda i campi e le piattaforme petrolifere italiane nell'Africa Orientale Italiana e in Libia
  - alcune forze corazzate britanniche oltrepassano il confine libico-egiziano e distruggono diversi camion italiani che si dirigevano a Forte Capuzzo
  - aerei italiani bombardano Aden e Port Sudan
- 12 giugno: la RAF bombarda Tobruk
- 13 giugno: forze britanniche catturano Forte Capuzzo distruggendo cannoni e sistemi difensivi. Forte Capuzzo è successivamente ripreso dagli italiani e i britannici ritornano in Egitto.
- 14 giugno: aerei italiani bombardano Alessandria d'Egitto
- 28 giugno: il maresciallo Italo Balbo, Governatore generale della Libia, muore colpito in volo dal fuoco antiaereo italiano avendo scambiato il suo aereo per un bombardiere nemico
- 1º luglio: il maresciallo Rodolfo Graziani rimpiazza Balbo
- 4 luglio: aerei italiani bombardano una seconda volta Alessandria d'Egitto
- 25 luglio: aerei italiani bombardano la base navale di Alessandria d'Egitto e la base di Haifa
- 13 settembre: le forze italiane di stanza in Libia invadono l'Egitto
- 16 settembre: le forze italiane stabiliscono il fronte presso Sidi el Barrani ed occupano la città
- novembre: arrivo dei rinforzi di uomini e carri armati moderni britannici per organizzare una controffensiva
- 9 dicembre: lancio dell'operazione Compass; le forze meccanizzate britanniche della Western Desert Force, al comando del generale O'Connor travolgono lo schieramento italiano; operazione Sonnenblume il conseguente movimento di truppe tedesche in Nordafrica, l'Afrika Korps
- 12 dicembre: caduta di Sidi el Barrani con 38.000 prigionieri italiani; le colonne corazzate britanniche continuano l'avanzata verso il confine libico
- 16 dicembre: Sollum viene catturata dagli inglesi

## 1941
- 5 gennaio: Bardia viene occupata dalla Western Desert Force inglese; catturati 45.000 prigionieri italiani
- 22 gennaio: anche Tobruch viene occupata dalle forze inglesi; altri 27.000 soldati italiani cadono prigionieri
- 25 gennaio: dopo un duro scontro tra carri armati britannici e italiani a El Mechili, le forze meccanizzate del generale O'Connor avanzano verso il golfo della Sirte per tagliare la ritirata alle truppe italiane in Cirenaica
- 6 febbraio: caduta di Bengasi per mano della Western Desert Force
- 7 febbraio: Battaglia di Beda Fomm: vittoria finale britannica e disfatta delle residue forze italiane in ritirata
- 9 febbraio: i britannici arrivano fino ad El Agheila, conquistando il grosso della Cirenaica; catturati dal 9 dicembre 1940 oltre 130.000 soldati italiani
- 1º marzo: caduta dell'oasi di Cufra in mano degli alleati
- 21 marzo: con la caduta di Giarabub l'Italia perde l'ultimo possedimento in Cirenaica
- 24 marzo: primo intervento dell'Afrikakorps; i britannici vengono sconfitti a El Agheila, inizio della riconquista della Cirenaica da parte delle forze italo-tedesche del generale Erwin Rommel
- 3 aprile: Bengasi viene riconquistata dagli italo-tedeschi
- 10 aprile: inizia l'assedio di Tobruch
- 15 aprile: gli inglesi vengono respinti fino a Sollum
- 15 giugno: i Britannici lanciano l'Operazione Battleaxe
- 17 giugno: l'offensiva britannica è nettamente respinta dalla forze italo-tedesche
- 1º ottobre: la 5. Divisione leggera viene rinominata 21ª Divisione Panzer
- 18 novembre: il comandante inglese Auchinleck lancia l'Operazione Crusader
- 7 dicembre: l'Assedio di Tobruk viene alleviato dai tentativi di raggiungere la città da parte delle forze dell'VIII Armata
- 19 dicembre: unità della Xª Flottiglia MAS attaccano il porto di Alessandria d'Egitto ottenendo l'affondamento delle navi da battaglia inglesi Valiant e Queen Elizabeth
- 25 dicembre: Agedabia viene raggiunta e occupata dagli Alleati
- 31 dicembre: la linea del fronte ritorna ad El Agheila e termina l'operazione Crusader

## 1942
- 21 gennaio: Rommel lancia la sua seconda offensiva
- 23 gennaio: Agedabia viene riconquistata dalle forze dell'Asse
- 29 gennaio: Bengasi viene riconquistata dalle forze dell'Asse
- 4 febbraio: la linea del fronte ripassa il confine egiziano e si stabilizza tra al Gazala e Bir Hakeim
- 26 maggio: le forze italo-tedesche sfondano la linea presso al Gazala (Battaglia di Gazala)
- 11 giugno: grande battaglia di carri nel deserto. Le divisioni corazzate tedesche sconfiggono i reparti britannici
- 21 giugno: Tobruch viene riconquistata dalle forze dell'Asse
- 30 giugno: le truppe italo-tedesche raggiungono El Alamein (prima battaglia di El Alamein)
- 4 novembre: le forze Alleate rompono la linea dell'Asse ad El Alamein (seconda battaglia di El Alamein)
- 8 novembre: lancio dell'Operazione Torch, gli alleati sbarcano in Algeria ed in Marocco
- 9 novembre: Sidi Barrani viene riconquistata dagli Alleati
- 11 novembre: Tobruch viene riconquistata dagli Alleati
- 20 novembre: Bengasi riconquistata dagli Alleati
- 25 novembre: le forze anglo-americane sbarcate nel Nord Africa francese iniziano l'offensiva in Tunisia
- 1º dicembre: contrattacco tedesco in Tunisia
- 5 dicembre: vittoria tedesca nella battaglia di Tebourba; le forze alleate sono bloccate sul fronte tunisino
- 24 dicembre: le truppe alleate interrompono la loro offensiva in Tunisia
- 25 dicembre: Sirte conquistata dai britannici della VIII armata

## 1943
- 23 gennaio: Tripoli viene occupata dall'VIII Armata britannica
- 4 febbraio: le forze dell'Asse si ritirano dalla Libia al confine con la Tunisia
- 14 febbraio: Contrattacco delle Panzer-Divisionen in Tunisia: dura sconfitta americana a Sidi Bou Zid
- 19 febbraio: Battaglia del passo di Kasserine: nuova vittoria delle forze dell'Asse
- 21 marzo: Operazione Pugilist lanciata da Montgomery sul fronte del Mareth
- 7 maggio: gli inglesi entrano a Tunisi, gli americani a Biserta
- 13 maggio: il Gruppo d'armate Afrika si arrende in tutta la Tunisia